# 吳作棻

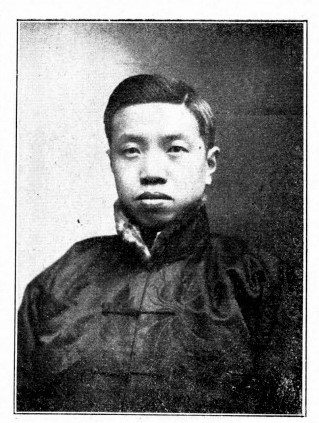
《民国之精华》上刊登的吳作棻照片

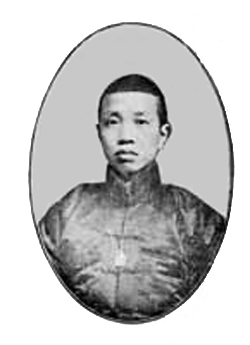

吴作棻（1880年—1924年）讳文芳，字南屏，贵州省遵义县人，清末民初教育家、政治人物。

## 生平
清朝光绪六年（1880年），吴作棻生于遵义县团溪镇汪家寨吴氏老宅。其母范氏先嫁给穆姓，后嫁给挖煤工吴四爷，即吴作棻的父亲。吴作棻尚在襁褓之中时，其父便病故，其母靠当佣人生活。吴作棻自幼被母亲送入私塾读书。在老师、秀才武可亨和举人罗寿之教导下，吴作棻于光绪十九年（1893年）中秀才。
光绪三十年（1904年）清朝废除科举，吴作棻乃赴贵州省城贵阳，在贵州师范学堂和法官养成所学习。毕业后，吴作棻回到遵义，历任遵义劝学、团溪国立两等小学校长。在团溪任国立两等小学校长期间，吴作棻请胡启詹、沈茂林、李世先等人当教员，倡导语体文即白话文教学，并自编《乡土地理》教材。后来，吴作棻回到贵阳，任贵阳商业养成所、时敏学堂、乐群学堂、广益学堂等校教员。
吴作棻撰文呼吁开通乌江航运，修建马路（公路）等。因受《猛回头》等书影响，吴作棻、沈茂林和盘县人张光炜加入中国同盟会，成为贵州同盟会激烈派要人（贵州同盟会分为和平派、激烈派）。
1909年，贵州谘议局成立，吴作棻当选议员。1911年12月，贵州的宪政会职员改选，吴作棻当选为宪政会职员，并成为贵州宪政派要人，任贵州宪政预备会机关刊物《贵州公报》主编。
1911年武昌起义后，袁世凯内阁成立，冯国璋奉命进攻武汉，武昌告急，鄂军都督府都督黎元洪通电号召独立各省援鄂北伐。贵州的自治党领导了贵州独立。贵州都督杨荩城于农历十月二十二日率军东进。杨荩城入湖南后，南北议和，清帝逊位，黎元洪来电劝告黔军暂驻湖南常德。当时，贵州的宪政党招来滇军，已推翻了贵州辛亥革命后成立了三个多月的政权。宪政党刘显世同滇军唐继尧合作掌握了贵州政权。自治党的主要领导人有的遭到杀害，有的流亡。杨荩诚的北伐军奉孙中山之命返回贵州，遭唐继尧阻挡，战争一触即发。湖北都督及湖南都督出面调停，于1912年6月在湖南洪江召开了鄂湘黔三省会议于，史称“洪江会议”。与会者有黎元洪的代表赵均腾，湖南都督谭延闿的代表危道丰、陈书田，北伐黔军代表刘兴杰、王铮、萧健之，贵州唐继尧的代表牟琳、吴作棻、胡为一、张绍銮、何器之。三方最终达成“滇军回滇，黔军回黔”的会议纪要。但唐继尧不承认牟琳、吴作棻的全权代表资格，并称协议乃湖北、湖南代表单方提出，故不承认，“洪江会议”协议落空。
1912年，章太炎、宋教仁等人在上海成立统一党。1912年4月，在贵州省城贵阳成立了统一党贵州支部，吴作棻、刘显世、周沆、华之鸿等人为该支部的主要发起人及主要成员。
1913年4月8日，中华民国第一届国会在北京成立，吴作棻任参议院议员。同年11月13日，第一届国会被迫中止。1914年1月10日，袁世凯下令解散国会。1915年，袁世凯称帝，吴作棻在贵阳主编《铎报》，批判袁世凯。吴作棻还历任贵州护国军东路司令部秘书长兼咨议官、关岭县知事。
1916年6月29日，黎元洪下令恢复《中华民国临时约法》，续行召集国会，国会于8月1日复会，吴作棻继续担任参议院议员。1917年6月12日，国会被黎元洪解散。此后，国会议员纷纷南下护法，于8月25日在广州复会，称“护法国会”，吴作棻任护法国会参议院议员。
1920年，吴作棻的穆姓隔山兄长霸占唐兴元的坟山、田产，吴作棻遂返回家乡，赔礼并退回。1921年，团溪街发生火灾，吴作棻在省城贵阳募捐5000银元赈灾。后来，吴作棻还为建设团溪建新民学校以及女子学校出资并出力。
1922年8月1日，第一届国会再次复会，10月11日在北京举行第三期常会，吴作棻继续任参议院议员。1923年10月5日，曹锟贿选大总统。后来，吴作棻言不被任用，在家患病。
1924年，吴作棻在北京病逝，享年44岁。1925年，吴作棻的灵柩归葬遵义县团溪镇汪家寨。